# 2,2'-联吡啶三羰基氯化铼
2,2'-联吡啶三羰基氯化铼是一种配位化合物，化学式为C13H8ClN2O3Re。它可由氯化五羰基铼和2,2'-联吡啶在氩气保护下于甲苯中回流得到。它是一种光敏剂，它和一种三嗪COF的杂化材料可用于二氧化碳光化学还原反应。